# 方遂 (成化舉人)
方遂（15世紀—1480年代），字允成，廣東廣州府南海縣人，明朝政治人物。

## 生平
方遂以《易經》考中成化七年（1471年）舉人，十四年（1478年）中會試副榜，授全州學正，嚴謹約束、勤修教務，每天聚集諸生講解經義從不覺疲倦，又資助貧窮士子就學，多任有賴其協助得以成材，全州人舊不知《易經》，《易經》傳授自他開始。他個性平易近人，從不疾言暴色，恬靜寡慾不隨便取予，雖然俸祿微薄薄也安然自若，在任八年後去世，士人相繼奔走哭泣，入祀全州名宦祠，幼子方獻夫顯貴後追贈大學士，入祀鄉賢祠。

## 引用
1. 1 2  同治《南海縣志·卷三十五·列傳四》：方遂，字允成，以《易經》領成化辛卯鄉薦，戊戌乙榜，授廣西全州學正，嚴條約、修教事，日集諸生講解經義亹亹弗倦，士有貧弗能學者資之，賴以成材者甚多，全州人舊不知《易》，傳《易》自遂始；遂性愷悌，平生無疾言暴色，恬靜寡慾不苟取予，祿雖薄晏如也，在官八載卒，門士奔走涕泣，祀全州名宦，後以季子獻夫貴，累贈大學士，祀鄉賢。 據郭志修
2. ↑  乾隆《廣州府志·卷三十四·循吏一》：方遂，字允成，成化辛卯舉人，戊戌乙榜，授廣西全州學正，嚴條約、修教事，日集諸生講解經義亹亹弗倦，遂深于易，全士聽其講論始知易理。平生無疾言暴色，恬靜寡欲，在官八載卒，門人奔走沸泣，祀于名宦，後以季子獻夫貴，累贈大學士，祀鄉賢。